# Turniej o Puchar Burmistrza Rawicza 1998
Puchar Burmistrza Rawicza 1998 – turniej żużlowy, rozegrany po raz 5. w Rawiczu, w którym zwyciężył Roman Jankowski. Odbył się on również z okazji 15-lecia startów Zbigniewa Krakowskiego.

## Finał
- Rawicz, 28 sierpnia 1998
- Sędzia: Marek Czernecki

| Msc. | Zawodnik            | Klub           | Pkt  |             |  |
| ---- | ------------------- | -------------- | ---- | ----------- |  |
| 1    | Roman Jankowski     | Leszno         | 12+3 | (2,3,1,3,3) |  |
| 2    | Wiesław Jaguś       | Toruń          | 13+2 | (2,2,3,3,3) |  |
| 3    | Andrzej Huszcza     | Zielona Góra   | 10+1 | (t,3,2,3,2) |  |
| 4    | Adam Skórnicki      | Leszno         | 11+0 | (1,3,1,3,3) |  |
| 5    | Michal Makovsky     | Czechy         | 10   | (2,2,3,2,1) |  |
| 6    | Krzysztof Okupski   | Rawicz         | 9    | (3,t,2,1,3) |  |
| 7    | Zbigniew Krakowski  | Rawicz         | 9    | (3,1,1,2,2) |  |
| 8    | Piotr Dym           | Rawicz         | 8    | (3,1,3,1,0) |  |
| 9    | Zenon Kasprzak      | Rawicz         | 8    | (1,3,1,2,1) |  |
| 10   | Maciej Jąder        | Leszno         | 7    | (3,2,0,0,2) |  |
| 11   | Daniel Strzelbicki  | Rawicz         | 6    | (2,1,0,1,2) |  |
| 12   | Sebastian Ułamek    | Świętochłowice | 5    | (0,2,3,wsu) |  |
| 13   | Przemysław Tajchert | Ostrów Wlkp.   | 5    | (1,1,2,1,0) |  |
| 14   | Mariusz Szmanda     | Rawicz         | 4    | (1,0,2,0,1) |  |
| 15   | Claus Kristensen    | Dania          | 3    | (0,0,0,2,1) |  |
| 16   | Damian Pakosz       | Rawicz         | 0    | (0,0,0,0,u) |  |